# 荒川橋梁 (京成本線)
荒川橋梁（あらかわきょうりょう）は、京成電鉄本線の京成関屋駅 - 堀切菖蒲園駅間の荒川（荒川放水路）に位置する鉄道橋である。荒川放水路橋梁（あらかわほうすいろきょうりょう）とも呼ばれている。
本項では隣接する綾瀬川に位置する綾瀬川橋梁（あやせがわきょうりょう）に付いても記述する。

## 京成本線荒川橋梁

### 概要

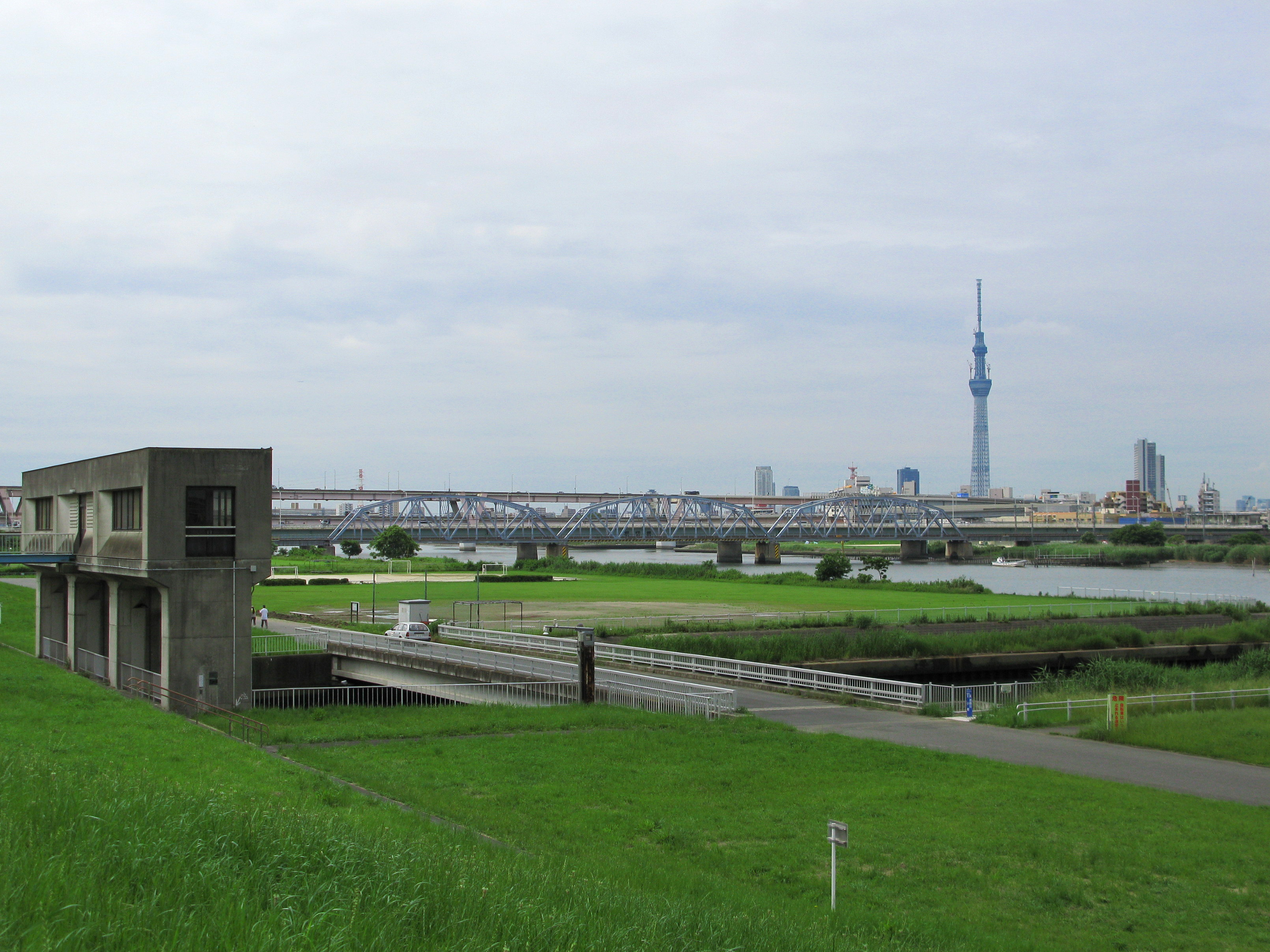
京成荒川橋梁（2011年6月）

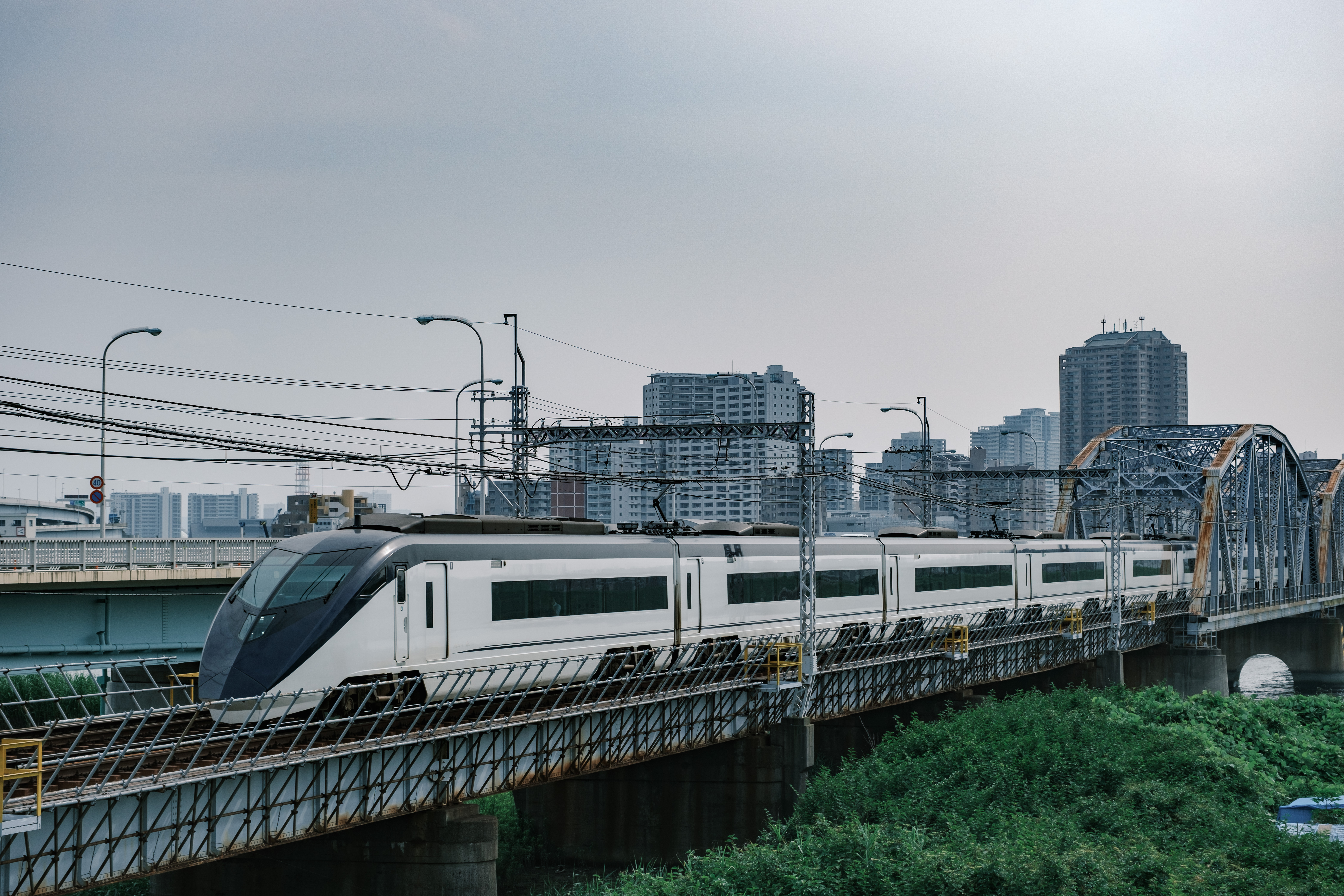
2020年6月

本橋梁は1931年（昭和6年）3月に完成し、同年12月19日の青砥駅 - 日暮里駅間開業と同時に供用を開始した。全長446.99 mの橋梁である。また、約27メートル下流側には東京都道314号言問大谷田線の堀切橋が平行して架かっている。
開業時より現在に至るまで、本橋梁は両端が6スパンの単線上路式プレートガーター橋、中間が61.0 m（200呎）3スパンの複線下路式曲弦ワーレントラス橋である。トラスは東京石川島造船所製である。

### 映像作品
- 柳井満プロデューサーのテレビドラマである『3年B組金八先生』と『親子ゲーム』は、この京成荒川橋梁付近を舞台にしている。『3年B組金八先生』では、オープニングと本編にて登場した。『親子ゲーム』では、本編にて、京成荒川橋梁を背景に、マリオ（演：柴田一幸）が立ちすくみ、矢板保（演：長渕剛）が座っているシーンが放送された。

## 京成本線綾瀬川橋梁

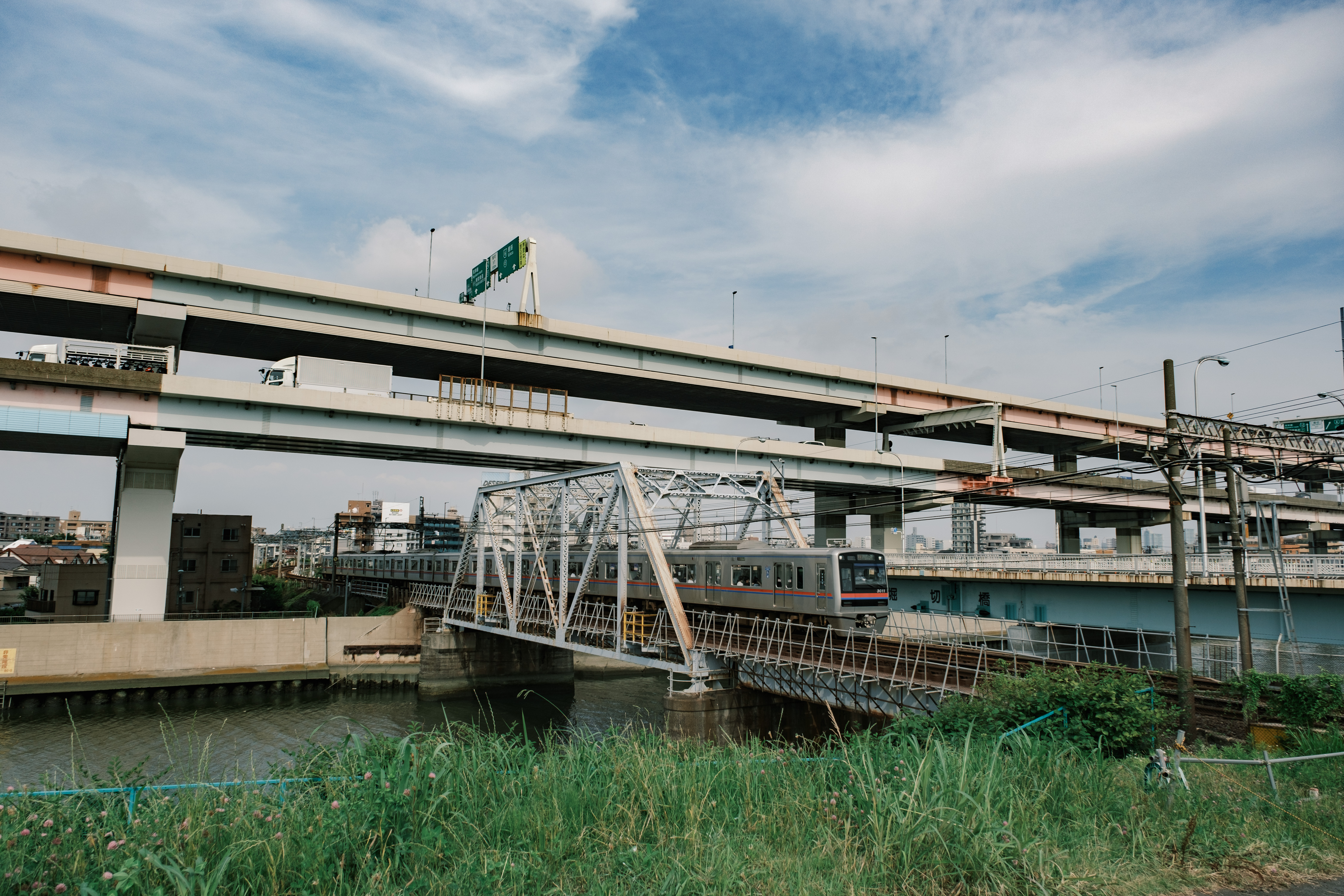
首都高速中央環状線の下を通り綾瀬川を渡る京成本線の列車
2020年6月撮影

### 概要
本橋梁は荒川橋梁と共に完成し、青砥駅 - 日暮里駅間開業と同時に供用を開始した。全長30.5 m（100呎）の橋梁である。
開業時より現在に至るまで、本橋梁は両端が1スパンの単線上路式プレートガーター橋、中間が1スパンの複線下路式平行弦ワーレントラス橋である。トラスは東京石川島造船所製である。

## 架け替え工事計画
1931年の架設当時は問題が無かった荒川橋梁の堤防部分であったが、その後の高度経済成長期に地下水や天然ガス採取などが下町一帯でおこなわれたことにより、時期が経過するにつれ広域的な地盤沈下が起こり海抜ゼロメートル地帯が形成され、この荒川橋梁の部分の堤防は他の場所と比較して3.7m低い。このため治水上や安全上の問題が生じる恐れが出たため、京成電鉄と国土交通省は荒川橋梁および綾瀬川橋梁の架け替えを決定した。事業区間は京成関屋駅〜堀切菖蒲園駅間の約1.5 kmで、2009年から2013年にかけて環境アセスメントが実施され、2014年より詳細設計に着手された。また、この架替事業を契機として堀切地区の街づくり（密集事業）とも連携して進められることとなった。計画では現橋の北側（上流側）に平行弦ワーレントラス橋を架ける予定である。令和5年2月4日に起工式が開催され、令和19年度の完成を見込んでいる。

## 隣の橋
- 荒川

（上流） - つくばエクスプレス荒川橋梁  - 東武伊勢崎線荒川橋梁 - 荒川橋梁 - 堀切橋 - 首都高速新荒川橋 - （下流）
- 綾瀬川

（上流） - 首都高速中央環状線 - 中の橋 - 綾瀬川橋梁 - 堀切橋 - 堀切小橋 - （下流）